# Luoyanggia
Luoyanggia is een geslacht van theropode dinosauriërs, behorend tot de Oviraptorosauria, dat tijdens het late Krijt leefde in het gebied van het huidige China.

## Vondst en naamgeving
De typesoort Luoyanggia liudianensis is in 2009 benoemd door Lü Junchang, Xu Li, Jiang Xiaojun, Jia Songhai, Li Ming, Yuan Chongxi, Zhang Xingliao en Ji Qiang. De geslachtsnaam verwijst naar de stadsprefectuur Luoyang. De soortaanduiding verwijst naar de stad Liudia.
Fossiele resten van de soort zijn aangetroffen in de provincie Henan, in het Ruyangbassin in de Haolingformatie (oorspronkelijk geïdentificeerd als de Mangchuanformatie), lagen uit het Albien-Cenomanien, ongeveer 99 miljoen jaar oud. Ze vormen in wezen syntypen. Ze betreffen een complete mandibula, samengroeiing van de onderkaken, specimen 41HIII-00010, een vrijwel compleet bekken dat slechts een zitbeen mist, specimen 41HIII-00011, en het tweede, derde en vierde rechtermiddenvoetsbeen, de specimina KLR07-62-28a-16. 

## Beschrijving
Luoyanggia was een vrij kleine soort. De schaambeenderen zijn zestien centimeter lang en het derde middenvoetsbeen negentien centimeter. Dat duidt op een lengte van minder dan een meter.
Door de beschrijvers werden drie onderscheidende kenmerken aangegeven. De onderkaken hebben samen een V-vormige doorsnede overdwars. De mandibula toont verder de voor de Oviraptoridae unieke eigenschap dat hij vooraan niet naar beneden kromt. Een afwijkend kenmerk van het zitbeen is dat die een slechts weinig holle achterrand heeft.
Het probleem met deze kenmerken is dat ze alleen afwijkend zijn als aangenomen wordt dat het een oviraptoride betreft. Het betreft in feite symplesiomorfieën, oorspronkelijke gedeelde kenmerken, van een ruimere groep, de oviraptorosauriërs.
De mandibula is tandeloos. Zij heeft de typische vorm van de Oviraptorosauria: kort met een lange symphysis mandibulae en achteraan uitwaaierende takken.

## Fylogenie
Luoyanggia werd in 2009 in de Oviraptoridae geplaatst. De Italiaanse paleontoloog Andrea Cau meent echter dat vanwege de V-vormige en niet U-vormige doorsnede van de onderkaken en de vorm van het bekken Luoyanggia niet tot de Oviraptoridae behoort maar meer basaal geplaatst is de ruimere Oviraptorosauria. Luoyanggia toont geen van de synapomorfieën van de Oviraptoridae. Door de beperkte resten is de precieze relatie met de Caudipterygidae of Caenagnathidae onduidelijk. De soort lijkt duidelijk meer afgeleid dan Incisivosaurus.